# 威廉·史密斯·克拉克
威廉·史密斯·克拉克（英語：William Smith Clark，1826年7月31日—1886年3月9日），通稱克拉克博士，美國教育家、美國陸軍退役上校，是日本北海道札幌農學校（今北海道大學）的首任副校長，但實質上該校教學均由他一手負責，因此地位相當於校長，亦是近代著名的在日受僱外國人。其專門學科是以植物學為主的自然科學，在札幌農學校任教期間亦主力教授英語。另外，信奉基督教的克拉克博士亦喜歡與學生談論《聖經》，經常勸勉學生一起信奉基督教，並要求簽署「信奉耶穌的誓書」以示入教的決心。

## 生平
克拉克博士生於美國麻省，畢業於安默斯特學院後，到德國的哥廷根大學留學，並成為安默斯特學院的教授。後來參與南北戰爭，加入北軍，後以上校階級退役。其後又擔任美國麻省大學安默斯特分校的第三任校長（事實上首任及第二任的校長都在開學前就已先行辭任，因此克拉克博士實際上是該校的首任校長）。
克拉克博士的專長是園藝學、植物學及礦物學。在任期間受到新島襄的推介，並受日本政府熱烈邀請，而在1876年7月前往北海道札幌農學校赴任，擔任該校的首任副校長（當時克拉克博士的頭銜不是而是，這是得到北海道開拓使所允許的）。而克拉克博士所採取的就職模式是：每當麻省大學有休假時，就會赴日工作。克拉克博士留在札幌達八個月，並於1877年離開日本。回到美國後，由於受到校長的掣肘，克拉克博士本身打算另外開設新大學的計劃未能實現。後來與友人一起經營礦業公司，可是又以破產收場。最後克拉克博士因心臟病於1886年逝世。

## 名言「少年啊，要胸懷大志」
克拉克博士最為人所知的名言是（即「少年要胸懷大志」），至今亦是北海道大學的校訓。這句名言是當克拉克博士與札幌農學校的一年級生告別之際，一起在札幌附近的岛松骑马时所說，可是原來克拉克博士離開日本後根本沒有任何關於其語錄的文書檔案，因此此句亦被認為是時人的創作而已。當時是一年級生的大島正健曾寫過一首漢詩，當中有一句是「青年奮起立功名」，也許克拉克博士的名句就是從此詩所逆向翻譯而來的。可是，在札幌農學校創立十五周年紀念儀式中，大島正健在演講時又以英文引述克拉克博士的名句，當時的版本卻是（即「少年啊，要像我這個老人一般胸懷大志」）。此言發表後，大島正健及內村鑑三在自己所編集的雜誌中，正式記述克拉克博士的言論。

## 克拉克與咖哩
克拉克博士在任札幌農學校副校長期間，頒下一道校規，命令所有學生用餐時除非配搭咖哩進食，否則一律不准食用米飯，只可進食麵包，咖哩更因此而在日本，尤其北海道一帶流行起來。但是這段故事的真確性是存疑的。根據北海道立文書館所刊行的雜誌第81期曾提及，早在1872年開始，北海道開拓使東京事務所就已為在日受僱的外國人提供以咖哩飯及咖啡為主的伙食。雖然說這只是杜撰的故事，不過據時代推測，日式咖哩的流行，的確有可能是由克拉克博士（或其它相近年代的外國人）所帶起的，特別是北海道的特殊氣候適合種植北美與歐洲作物，以至於洋食的引進與克拉克等人高度相關。

## 克拉克博士像
在北海道大學裡有克拉克博士的半身像，而在札幌羊丘瞭望台（さっぽろ羊ヶ丘展望台）更有克拉克博士的全身像，舉起右手的獨特姿勢，指向「遠方的真理」，期許能志在遠方。

## 外部連結
- 北海道大學官方網站 （日語）
- 北海道大學國際學生聯會（HUISA） （日語）
- 關於克拉克博士 （页面存档备份，存于） （英文）